# Notre-Dame-de-Stanbridge
Notre-Dame-de-Stanbridge är en kommun i provinsen Québec i Kanada. Den ligger i regionen Estrie, i den sydöstra delen av landet, 210 km öster om huvudstaden Ottawa. Antalet invånare var 691 vid folkräkningen 2021. Arean är 44 kvadratkilometer.